# Chironius laevicollis
Espèce
Synonymes
- Coluber laevicollis Wied, 1824

Chironius laevicollis  est une espèce de serpents de la famille des Colubridae.

## Répartition
Cette espèce est endémique du sud-est du Brésil. Elle se rencontre dans :
- l’État de Bahia ;
- l’État d'Espírito Santo ;
- le sud de l’État de Minas Gerais ;
- l’État de Paraná ;
- l’État de Rio de Janeiro ;
- l’État de Rio Grande do Sul ;
- l’État de Santa Catarina ;
- l’État de São Paulo[1].

## Publication originale
- Wied-Neuwied, 1824 : Verzeichniss der Amphibien, welche im zweyten Bande der Naturgeschichte Brasiliens vom Prinz Max von Neuwied werden beschrieben werden. Isis von Oken, vol. 14, p. 661-673 (texte intégral).